# Àcid cloroàuric
L'àcid cloroàuric, en anglès:Chloroauric acid, és un compost inorgànic amb la fórmula química HAuCl
4. e'n coneixen els trihidrats i els tetrahidrats. És un sòlid de color groc-taronja i un precursor comú d'altres compostos d'or i un intermedi en la pruficació d'or metall. Està disponible comercialment.

## Propietats químiques
- Acidesa, té caràcter àcid, per heterolisi es poden separar

H
3O+
 → H
2O + H+

- Estructura, el tetrahidrat és cristal·lí i conté H₅O₂+ AuCl₄– i dues molècules d'aigua.[1]

L'anió AuCl₄− té una geometria molecular planar quadrada.
- Propietats del solut, l'àcid cloroàuric és un compost iònic hidròfil i pròtic. És soluble en aigua i en altres molts compostos.
- Reaccions químiques. tractant l'aàcid cloroàuric amb una base química estàndard es converteix en tetracloridoaurat metàl·lic i aigua.

L'àcid cloroàuric és el precursor de nanopartícules d'or per precipitació en metalls de suport.

## Producció
Es produeix dissolent or en aqua regia seguida de l'evaporació curosa de la solució:
Au + HNO₃ + 4 HCl → HAuCl₄ + NO + 2 H₂O
També es pot obtenir una solució d'HAuCl₄ per acció del clor sobre or metall amb àcid clorhídric:
2 Au + 3 Cl₂ + 2 HCl → 2 HAuCl₄

## Usos
L'àcid cloroàuric és el precursor usat en la purificació d'or per electròlisi.

## Seguretat
L'àcid cloroàuric és un irritant fort pels ulls, pell i membrana mucosa. Pot arribar a destruir els teixits del cos. Cal usar guants en manejar-lo.